# Kabinett Yoshida II
| Amt | Name                                                             | Fraktion                                                  |
| --- | ---------------------------------------------------------------- | --------------------------------------------------------- |
| Premierminister Außenminister | Yoshida Shigeru                                                  | Demokratisch-Liberale Partei                              |
| Stellvertretender Premierminister | Hayashi Jōji                                                     | Demokratisch-Liberale Partei                              |
| Finanzminister | Izumiyama Sanroku Ōya Shinzō kommissarisch ab 14. Dezember 1948  | Demokratisch-Liberale Partei                              |
| Leiter der Justizbehörde | Ueda Shunkichi ab 7. November 1948                               | —                                                         |
| Bildungsminister | Shimojō Yasumaro                                                 | Ryokufūkai                                                |
| Minister für Gesundheit und Soziales | Hayashi Jōji                                                     | Demokratisch-Liberale Partei                              |
| Minister für Landwirtschaft und Forsten | Sutō Hideo                                                       | Demokratisch-Liberale Partei                              |
| Minister für Handel und Industrie | Ōya Shinzō                                                       | Demokratisch-Liberale Partei                              |
| Verkehrsminister | Ozawa Saeki                                                      | Demokratisch-Liberale Partei                              |
| Kommunikationsminister | Furuhata Tokuya                                                  | Demokratisch-Liberale Partei                              |
| Arbeitsminister | Masuda Kaneshichi                                                | Demokratisch-Liberale Partei                              |
| Bauminister | Masutani Shūji                                                   | Demokratisch-Liberale Partei                              |
| Chefkabinettssekretär | Satō Eisaku                                                      | —                                                         |
| Leiter des „Hauptamts für wirtschaftliche Stabilität“ (経済安定本部) Leiter der „Zentralen Wirtschaftsuntersuchungsbehörde“ (中央経済調査庁) Leiter der Preisbehörde | Izumiyama Sanroku Sutō Hideo ab 14. Dezember 1948                | Demokratisch-Liberale Partei Demokratisch-Liberale Partei |
| Leiter der Behörde für Verwaltungsaufsicht | Ueda Shunkichi Kudō Tetsuo ab 10. November 1948                  | — Demokratisch-Liberale Partei                            |
| Leiter der Reparationsbehörde | Inoue Tomoharu                                                   | Demokratisch-Liberale Partei                              |
| Vorsitzender der Kommission für regionale Finanzen | Iwamoto Nobuyuki bis 10. Februar 1949 vakant ab 10. Februar 1949 | Demokratisch-Liberale Partei —                            |
| Staatsminister | Mori Kōtarō                                                      | Demokratisch-Liberale Partei                              |

Bis zum 19. Oktober 1948 hatte Premierminister Yoshida kommissarisch auch alle regulären Ministerposten inne (Außen-, Finanz-, Justiz-, Bildungs-, Gesundheits- und Sozial-, Landwirtschafts-, Handels- und Industrie-, Verkehrs-, Kommunikations-, Arbeitsminister, Leiter des „Hauptamts für wirtschaftliche Stabilität“, der „Zentralen Wirtschaftsuntersuchungsbehörde“, der Behörde für Verwaltungsaufsicht, der Preisbehörde und Vorsitzender der Kommission für regionale Finanzen).